# جون وايت (سياسي كندي)
جون وايت هو سياسي كندي، ولد في 6 مايو 1833، وتوفي في 24 سبتمبر 1894. انتخب عضو مجلس العموم الكندي (1871 – 1887).